# Dracula brangeri
Dracula brangeri     é uma espécie de orquídea epífita de crescimento cespitoso cujo gênero é proximamente relacionado às Masdevallia, parte da tribo Pleurothallidinae. Esta espécie é originária da Colômbia central, onde habita florestas úmidas e nebulosas.
Pode ser diferenciada das espécies mais próximas por suas flores pouco abertas marrom-alaranjadas, e particularmente daquelas pertencentes ao complexo da Dracula houtteana e Dracula psittacina, ao qual pertence, por pequenas diferenças nas proporções das estruturas do labelo.